# إنجي (شركة)
إنجي Engie (وكانت تُعرف باسم GDF Suez قبل أبريل 2015) هي شركة مرفق كهرباء متعددة الجنسيات فرنسية، مقرها في لا ديفونس، كوربڤوا، وتعمل في مجالات توليد الكهرباء وتوزيعها والغاز الطبيعي والطاقة المتجددة وشبكات المياه. الشركة هي أحد مكونات مؤشر سوق الأوراق المالية يورو ستوكس 50.
الشركة، التي تأسست في 22 يوليو 2008 باندماج جاز دي فرانس وسويز، تعود أصولها إلى شركة قناة السويس العالمية التي تأسست في 1858 لشق قناة السويس. وبعد الاندماج في 2008، تملك الدولة الفرنسية حوالي 35.7% من GDF Suez. وقد اتخذت الاسم «إنجي Engie» في أبريل 2015 للتأكيد على الطبيعة المتغيرة لأعمالها في مجال الطاقة ولتقليل التركيز على الدور التاريخي كشركة احتكارية مؤممة (سواء كقناة السويس أو كاحتكار الغاز الطبيعي بفرنسا).
الشركة تحتفظ بحصة 35% في السويس للبيئة، شركة معالجة الماء وادارة المخلفات التي انفصلت عن سويس في وقت الاندماج. وقد اشترت جي دي إف سويس حصة 70% من شركة إنترناشيونال باور البريطانية في أغسطس 2010، لتخلق أكبر شركة مرافق مستقلة في العالم. شراء حصة الـ 30% الباقية أعلنت عنه جي دي إف سويس في أبريل 2012، وقد تم إتمام الصفقة في يوليو 2012.
وفي 1 يوليو 2015، أعلنت الشركة استحواذ مطوّر منتزهات الطاقة الشمسية سوليرديركت Solairedirect، مما جعلها أكبر منتج للكهرباء من الطاقة الشمسية في فرنسا.
وفي عام 2010 كانت شركة جي دي إف سويس توظف 236,000 شخصاً حول العالم، منهم 1,200 باحث وخبير في 9 مراكز بحث وتطوير، بإيراد 84.5 بليون يورو. جي دي إف سويس مدرجة في بورصات يورونكست في پاريس وبروكسل وهي أحد مكونات المؤشرين كاك 40 وBEL20.

## التاريخ

### خلفية (قبل 2006)
قبل خطط اندماج جي دي إف سويس في 2006، تواجدت الشركة كشركتين متعددتي الجنسية فرنسيتين - سويز وگاز دو فرانس، بتراث يمتد لقرنين من الزمان.
كانت السويس (ومازالت، عبر جي دي إف سويس) واحدة من أقدم الشركات متعددة الجنسية المستمرة في العالم نتيجة نحو قرنين من إعادة الهيكلة والاندماجات. أحد خطوط التاريخ الشركاتي يعود إلى عام 1822 حين تأسست Algemeene Nederlandsche Maatschappij ter begunstiging van de volksvlijt (وتعني حرفياً: الشركة الهولندية العامة لتشجيع الصناعة) by الملك وليام الأول من هولندا (انظر Société Générale de Belgique). أصل اسمها 'سويس Suez' يعود إلى الكيان المؤسس الآخر – الشركة العالمية لقناة السويس الني تأسست في 1858 لشق قناة السويس. Suez S.A. كان نتيجة الاندماج في 1997 بين شركة السويس و ليونيه ديزو.
گاز دو فرانس خُلِقت في 1946 مع شقيقتها إلكتريسيتيه دو فرانس (EDF) بقرار من حكومة فرنسا. وبعد تحرير أسواق الطاقة الأوروبية، دخلت گاز دو فرانس أيضاً قطاع الكهرباء، بأن طوّرت عروضاً مركـّبة من الغاز الطبيعي والكهرباء. رأسمال الشركة تم تعويمه جزئياً في بورصة پاريس في يوليو 2005، لجمع 2.5 بليون يورو للحكومة الفرنسية.

#### شدة الكربون
| السنة | الانتاج (كيلوواط ساعي) | انبعاث (Gt CO2) | kg CO2/MWh |
| 2002  | 115                    | 44.48           | 387        |
| 2003  | 130                    | 41.59           | 320        |
| 2004  | 125                    | 40.83           | 327        |
| 2005  | 123                    | 39.36           | 319        |
| 2006  | 129                    | 40.4            | 314        |
| 2007  | 148                    | 50.52           | 341        |
| 2008  | 145                    | 47.58           | 327        |
| 2009  | 141                    | 45.44           | 322        |

## هيكل حملة الأسهم
أكبر حملة الأسهم في جي دي إف سويس، في 31 ديسمبر 2009، كان الحكومة الفرنسية بحصة 35.9%.

## الهامش
1. 1 2 3  مذكور في: SIRENE. آخر تحديث: 16 يونيو 2022. لغة العمل أو لغة الاسم: الفرنسية.
2. ↑  وصلة مرجع: https://www.lobbyfacts.eu/datacard/engie?rid=90947457424-20.
3. ↑  وصلة مرجع: https://www.viaempresa.cat/empresa/lluita-agbar-aigua_2159252_102.html.
4. ↑  وصلة مرجع: https://www.energiesdelamer.eu/2020/10/02/engie-catherine-macgregor-succede-a-isabelle-kocher/.
5. ↑  "تقرير سنوي" (PDF).
6. ↑  وصلة مرجع: https://live.euronext.com/en/product/equities/fr0010208488-xpar/engie/engi.
7. 1 2 3  وصلة مرجع: https://www.engie.com/sites/default/files/assets/documents/2024-02/Rapport%20d'activit%C3%A9%20et%20Etats%20financiers%20consolid%C3%A9s%20annuels%202023.pdf. تاريخ النشر: 22 فبراير 2024. تنسيق الملف: نسق المستندات المنقولة (pdf). صفحة الملف: 30.
8. ↑  Frankfurt Stock Exchange نسخة محفوظة 19 نوفمبر 2015 على موقع واي باك مشين.
9. ↑  "Shareholding structure". GDF Suez. 22 يوليو 2008. مؤرشف من الأصل في 2019-12-09. اطلع عليه بتاريخ 2008-07-22.
10. ↑  "GDF Suez to change name to Engie". The Telegraph. Reuters. 24 أبريل 2015. مؤرشف من الأصل في 2018-10-15. اطلع عليه بتاريخ 2015-05-25.
11. ↑  Maitre، Marie (22 يوليو 2008). "Suez Environnement gushes on Paris market debut". رويترز. مؤرشف من الأصل في 2009-06-10. اطلع عليه بتاريخ 2008-07-22.
12. ↑  "GDF takes control of International Power to form energy giant". رويترز. 10 أغسطس 2010. مؤرشف من الأصل في 2014-09-16. اطلع عليه بتاريخ 2012-06-06.
13. ↑  "GDF SUEZ Is Stepping On The Gas In Fast Growing Markets". مؤرشف من الأصل في 2016-03-03. اطلع عليه بتاريخ 2012-06-06.
14. ↑  Scott، Mark (16 أبريل 2012). "GDF SUEZ to Buy Remaining Stake in British Utility for $10 Billion". The New York Times. مؤرشف من الأصل في 2017-07-07. اطلع عليه بتاريخ 2012-06-06.
15. ↑  Turner، Matt (30 مارس 2012). "Independent advisers win out on GDF Suez deal". مؤرشف من الأصل في 2016-08-28.
16. ↑  Engie buys Solairedirect for 222 million in renewables pushبلومبيرغ نيوز. July 1, 2015 "نسخة مؤرشفة". مؤرشف من الأصل في 2016-09-23. اطلع عليه بتاريخ 2018-10-14.{{استشهاد ويب}}:  صيانة الاستشهاد: BOT: original URL status unknown (link)
17. ↑  Moya، Elena (8 يوليو 2008). "Gaz de France Shares Jump After Public Offering". بلومبيرغ إل بي. مؤرشف من الأصل في 2006-02-06. اطلع عليه بتاريخ 2008-07-12.

## وصلات خارجية
- الموقع الرسمي